# Mandoliniste (Picasso)
Mandoliniste est un tableau réalisé par Pablo Picasso en 1911. Cette huile sur toile est le portrait cubiste d'un joueur de mandoline. Elle est conservée à la fondation Beyeler, à Riehen, en Suisse.

## Expositions
La toile de Picasso a été de nombreuses fois exposées, en Suisse comme ailleurs,,, :
- Kubismus: Die Welt neu erfinden, Kunstmuseum Basel, Bâle, 31.03.2019 – 18.08.2019.
- Le Cubisme : Repenser Le Monde, Centre Pompidou, Paris, 17.10.2018 – 25.02.2019.
- Cooperations, Fondation Beyeler, Riehen / Bâle, 18.10.2017 – 01.01.2018.
- Die Picassos sind da! Eine Retrospektive aus Basler Sammlungen, Kunstmuseum Basel, Bâle, 17.03.2013 – 21.07.2013.
- BILDWELTEN Afrika, Ozeanien und die Moderne, Fondation Beyeler, Riehen / Bâle, 25.01.2009 – 24.05.2009.
- Die andere Sammlung. Hommage an Hildy und Ernst Beyeler, Fondation Beyeler, Riehen / Bâle, 19.08.2007 – 06.01.2008.
- PICASSO surreal 1924-1939, Fondation Beyeler, Riehen / Bâle, 12.06.2005 – 11.09.2005.
- Masterpieces of the Twentieth Century. The Beyeler Collection, Galerie d'art de Nouvelle-Galles du Sud, Sydney, 07.12.1996 – 02.03.1997.
- Wege der Moderne. Die Sammlung Beyeler, Neue Nationalgalerie, Berlin, 30.04.1993 – 01.08.1993.
- Picasso und Braque. Die Geburt des Kubismus, Kunstmuseum Basel, Bâle, 25.02.1990 – 04.06.1990.
- Picasso und Braque. Die Geburt des Kubismus, Museum of Modern Art, New York, 24.09.1989 – 16.01.1990.
- Colección Beyeler, Musée national centre d'art Reine Sofia, Madrid, 24.05.1989 – 24.06.1989.
- The Essential Cubism. Braque, Picasso & Their Friends, 1907–1920, Tate Gallery, Londres, 27.04.1983 – 10.07.1983.
- Pablo Picasso (1881–1973). Bilder, Zeichnungen, Plastiken, Rathaus Wien, Vienne, 11.1981 – 01.1982.
- Picasso. A Centennial Selection, Galerie Beyeler, Bâle, 01.04.1981 – 31.07.1981.
- Pablo Picasso. A Retrospective, Museum of Modern Art, New York, 22.05.1980 – 16.09.1980.
- Exposició Picasso, Fundació Juan March, Barcelone, 05.12.1977 – 10.01.1978.
- Picasso, Fundación Juan March, Madrid, 01.09.1977 – 30.11.1977.
- Picasso. Aus dem Museum of Modern Art New York und Schweizer Sammlungen, Kunstmuseum Basel, Bâle, 15.06.1976 – 12.09.1976.
- Picasso, Braque, Léger. Masterpieces from Swiss Collections, Musée d'Art moderne de San Francisco, San Francisco, 19.03.1976 – 04.05.1976.
- Picasso, Braque, Léger. Masterpieces from Swiss Collections, Sarah Campbell Blaffer Gallery, Houston, 17.01.1976 – 07.03.1976.
- Picasso, Braque, Léger. Masterpieces from Swiss Collections, Minneapolis Institute of Art, Minneapolis, 30.10.1975 – 04.01.1976.
- Hommage à Pablo Picasso. Peintures, Grand Palais, Paris, 11.1966 – 02.1967.
- Collection Graindorge, Musée d'Art moderne Louisiana, Humlebæk, 1965.
- Picasso, Tate Gallery, Londres, 06.07.1960 – 18.09.1960.
- Picasso, Musée Cantini, Marseille, 11.05.1959 – 31.07.1959.
- L'École de Paris dans les collections belges, Musée National d’Art Moderne, Paris, 1959.
- Collection Fernand Graindorge, Musée communal de Verviers, Verviers, 02.03.1958 – 30.03.1958.
- Picasso. 1900–1955, Association d'arts de Hambourg, Hambourg, 10.03.1956 – 29.04.1956.
- Picasso. 1900–1955, Rheinisches Museum, Cologne, 30.12.1955 – 29.02.1956.
- Picasso. 1900–1955, Haus der Kunst, Munich , 25.10.1955 – 18.12.1955.
- Collection Fernand Graindorge, Kunsthalle Basel, Bâle, 28.08.1954 – 03.10.1954.
- Collection Graindorge, Stedelijk Van Abbemuseum, Eindhoven, 02.1954 – 02.1954.
- Pablo Picasso, Palazzo Reale, Milan, 09.1953 – 11.1953.
- Picasso, Musée de Lyon, 06.1953 – 06.1953.
- Le cubisme (1907–1914), Musée National d’Art Moderne, Paris, 30.01.1953 – 09.04.1953.
- Rolf de Marés Samling. Franska kubister, Föreningen för Nutida Konst, Stockholm, 22.02.1947 – 25.03.1947.
- Pablo Picasso, Moderne Galerie (Heinrich Thannhauser), Munich, 1913.
- Moderne Kunstkring, Stedelijk Museum, Amsterdam, 06.10.1912 – 07.11.1912.
- Internationale Kunstausstellung des Sonderbundes Westdeutscher Kunstfreunde und Künstler zu Cöln, Städtische Ausstellungshalle, Cologne, 25.05.1912 – 30.09.1912.